# Mieczysław Pękala

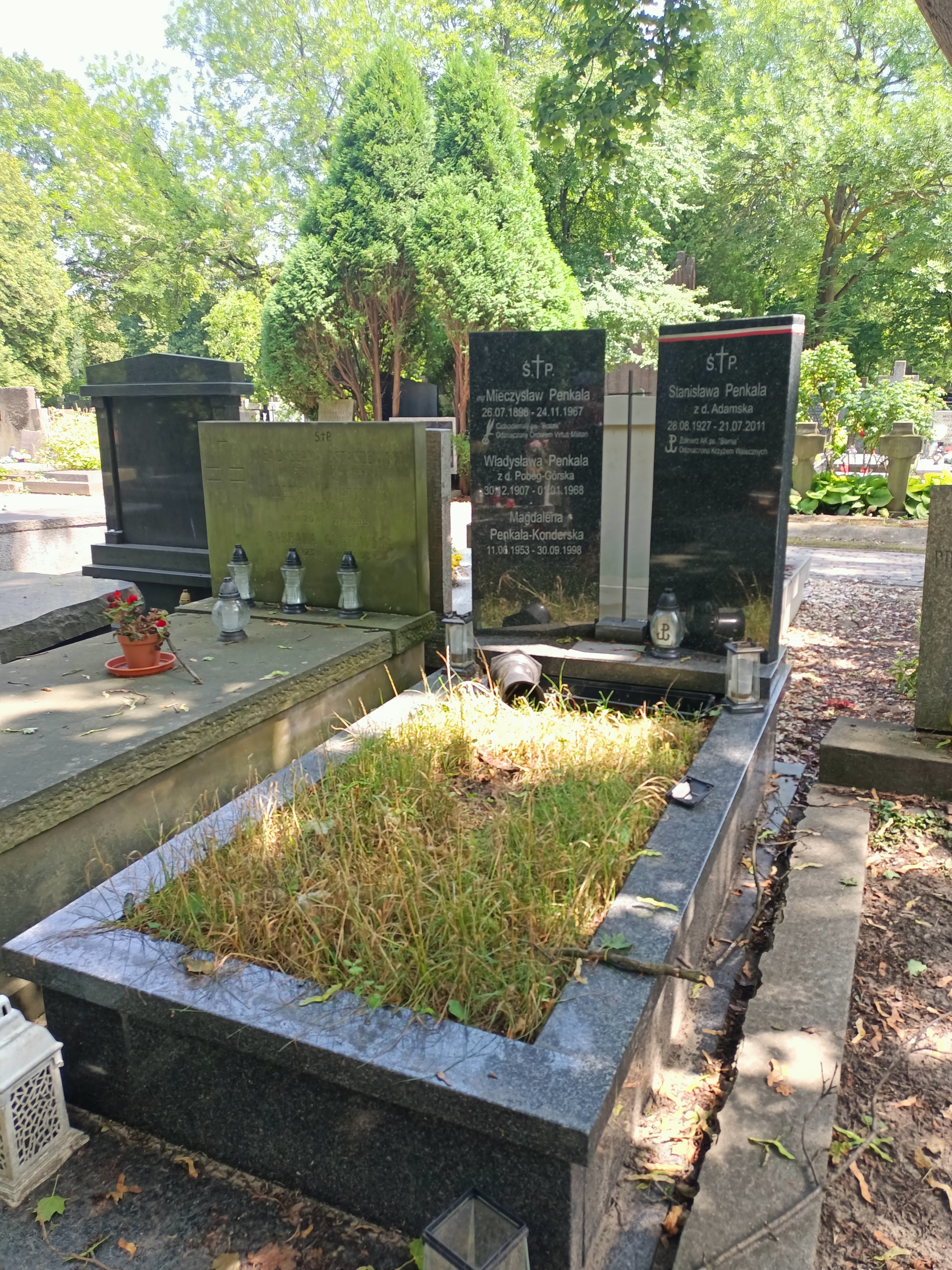
Grób Mieczysława Pękali na Cmentarzu Powązkowskim w Warszawie

Mieczysław Michał Pękala vel Mieczysław Penkala vel Michał Górski, po II wojnie światowej używał nazwiska Michał Górski-Penkala, pseud. Bosak (ur. 26 lipca 1898 w Nowym Sączu, zm. 24 listopada 1967 w Warszawie) – major saperów Wojska Polskiego, Polskich Sił Zbrojnych na Zachodzie i Armii Krajowej, cichociemny.

## Życiorys
Od maja 1916 roku do listopada 1918 roku służył w armii austriackiej, m.in. na froncie włoskim i rumuńskim.
25 listopada 1918 roku wstąpił do 1 pułku strzelców podhalańskich Wojska Polskiego. Służył jako zastępca dowódcy plutonu w 5 Batalionie Saperów. Od lutego 1919 roku walczył w wojnie polsko-bolszewickiej na stanowisku dowódcy plutonu w 2 kompanii, a później w 6 kompanii. We wrześniu 1920 roku został skierowany do pracy w Inspektoracie 4 Armii na stanowisko kreślarza w Szefostwie Inżynierii i Saperów, a od marca 1921 roku został wyznaczony na oficera żywnościowego w tej armii.
20 maja 1921 roku zdał eksternistycznie maturę i od czerwca rozpoczął służbę w 2 Pułku Saperów Kaniowskich, początkowo na stanowisku oficera prowiantowego, następnie młodszego oficera w 2 kompanii. Od 25 sierpnia 1924 roku pracował w Oficerskiej Szkole Inżynierii w Warszawie, gdzie – z przerwami – obejmował stanowiska kolejno adiutanta szkoły, referenta wyszkolenia technicznego w Szkole Podchorążych Saperów, oficera żywnościowego (od stycznia 1934 roku), referenta wyszkolenia technicznego, adiutanta i kierownika pomocy szkolnych, adiunkta i asystenta. W międzyczasie służył w 7 Batalionie Saperów i w Szkole Podchorążych Saperów. W marcu 1939 pełnił służbę w Wyższej Szkole Inżynierii w Warszawie na stanowisku adiutanta.
25 sierpnia 1939 roku przydzielono go do służby na stanowisku kierownika grupy fortecznej Szefostwa Fortyfikacji Dowództwa Obszaru Warownego „Wilno”, gdzie służył we wrześniu 1939 roku. 18 września 1939 roku przekroczył granicę polsko-litewską, następnego dnia został internowany na Litwie. W kwietniu 1940 roku przez Łotwę i Szwecję dotarł do Norwegii, gdzie zaciągnął się do Samodzielnej Brygady Strzelców Podhalańskich w Narwiku. Po kapitulacji Norwegii przebywał w obozie polskim dla ochotników w Finlandii do końca listopada 1940 roku, później pracował jako drwal w Szwecji (przez pewien czas pracował również na statku Dar Pomorza). 11 września 1942 roku przybył do Wielkiej Brytanii, gdzie został przydzielony do Centrum Wyszkolenia Saperów. Jednocześnie służył w Dowództwie Saperów I Korpusu Polskiego. 
Zgłosił się do służby w kraju. Odbył szkolenie w polskiej szkole wywiadu (pod kamuflażem Oficerskiego Kursu Doskonalenia Administracji Wojskowej). Został zaprzysiężony 10 listopada 1943 roku w Oddziale VI Sztabu Naczelnego Wodza i przeniesiony do Głównej Bazy Przerzutowej w Brindisi we Włoszech. Zrzutu dokonano w nocy z 17 na 18 października 1944 roku w ramach operacji „Wacek 1” dowodzonej przez kpt. naw Romana Chmiela (zrzut na placówkę odbiorczą „Mewa” 19 km na północny wschód od Piotrkowa Trybunalskiego, w okolicy wsi Rozprzy). W listopadzie 1944 roku dostał przydział do Oddziału II Informacyjno-Wywiadowczego sztabu Okręgu Łódź AK, który odbudowywał po wcześniejszych aresztowaniach.
Po rozwiązaniu AK pracował jako urzędnik ds. podatkowych w Tuszynie. W lipcu 1945 roku przyjechał do Warszawy i 9 października ujawnił się przed Komisją Likwidacyjną byłej Armii Krajowej. Został zweryfikowany przez MON. Od 1947 roku pracował w firmie budowlanej „Inż. Downar i S-ka”, a następnie jako inspektor techniczny w Dyrekcji Kursów Szkolenia Zawodowego.
Został aresztowany przez UB 5 października 1948 roku i oskarżony o współpracę z obcym wywiadem i przestępstwa kryminalne. 12 maja 1950 roku został skazany na 10 lat więzienia (zmniejszoną po rewizji wyrokiem z 12 marca 1951 roku do 9 lat, i następnie – w ramach amnestii – do 6 lat). Karę odbywał w więzieniu w Rawiczu i w Nowogardzie. Opuścił więzienie w 1954 roku. Sąd Najwyższy 12 czerwca 1958 roku uniewinnił Michała Górskiego-Penkalę z zarzutu popełnienia przestępstwa.
Po wyjściu z więzienia Górski-Penkala pracował jako inspektor w Miejskim Przedsiębiorstwie Wodociągów i Kanalizacji. Był do śmierci czynny zawodowo.
Został pochowany na cmentarzu Powązkowskim w Warszawie kwatera 121, rząd 2, grób 2.

## Awanse
- kapral – luty 1917 roku (w armii austriackiej)
- plutonowy – 20 lipca 1919 roku
- podporucznik – ze starszeństwem z dniem 1 sierpnia 1922 roku
- porucznik – 17 listopada 1923 roku
- kapitan – ze starszeństwem z dniem 1 stycznia 1935 roku[3]
- major – ze starszeństwem z dniem 18 października 1944 roku.

## Odznaczenia
- Krzyż Walecznych – czterokrotnie
- Srebrny Krzyż Zasługi (1938)[3].

## Życie rodzinne
Mieczysław Pękala był synem Tomasza, palacza w PKP, i Marii z domu Grabczyńskiej. W 1924 roku ożenił się z Władysławą Górską (1907–1968), z którą mieli syna Jerzego Leopolda Artura (ur. w 1926 roku).